# Gare de Vaux-sur-Seine
Gare de Vaux-sur-Seine vasútállomás Franciaországban, Vaux-sur-Seine településen.

## Vasútvonalak
Az állomást az alábbi vasútvonalak érintik:
- Párizs-Saint-Lazare-Mantes-Station via Conflans-Sainte-Honorine-vasútvonal

## Kapcsolódó állomások
A vasútállomáshoz az alábbi állomások vannak a legközelebb:
- Gare de Thun-le-Paradis (Gare de Vernon, Transilien J vonal)
- Gare de Triel-sur-Seine (Paris Gare Saint-Lazare, Transilien J vonal)